# باربی: مدرسه افسون پرنسس
باربی: مدرسهٔ افسون پرنسس (به انگلیسی: Barbie: Princess Charm School) که در ایران با نام باربی در مدرسه شاهزاده‌ها نیز شناخته می‌شود، فیلم پویانمایی فانتزی محصول سال ۲۰۱۱ به‌کارگردانی زیک نورتون و تهیه‌کنندگی متل اینترتینمنت (تحت نام باربی اینترتینمنت) با رین‌میکر اینترتینمنت می‌باشد. این فیلم در ۱۳ سپتامبر سال ۲۰۱۱ بر روی دی‌وی‌دی و دو ماه بعد برای اولین بار در تلویزیون بر روی نیکلودئون به‌نمایش در آمد.

## جستارهای بسته
- فهرست فیلم‌های باربی